# Nyctemera carissima
Nyctemera carissima là một loài bướm đêm thuộc phân họ Arctiinae, họ Erebidae.